# Atget (cràter)
Atget és un cràter d'impacte de 100 km de diàmetre de Mercuri. Porta el nom del fotògraf francès Eugène Atget (1857-1927), i el seu nom va ser aprovat per la Unió Astronòmica Internacional el 2008.
El cràter Atget es troba dins de la conca Caloris, a prop del cràter Apollodorus i de la Pantheon Fossa. Aquest cràter és distintiu en la superfície del planeta Mercuri a causa del seu color fosc. El color fosc del sòl d'Atget contrasta amb els altres cràters dins conca Caloris, que exhibeixen materials brillants en les seves superfícies, com ara els cràters Kertész i Sander. Altres cràters en Mercuri, com Basho i Neruda, tenen halos de matèria fosca, però el material fosc no cobreix els cràters.